# Eschenhahn
Eschenhahn is een plaats in de Duitse gemeente Idstein, deelstaat Hessen, en telt 773 inwoners (2007).